# برج خانقلی
برج خانقلی مربوط به دوره ایلخانی است و در شهرستان ملایر، بخش سامن، شهر سامن، خیابان امام، خیابان فارابی، محله چاله خانقلی، برج خانقلی واقع شده و این اثر در تاریخ ۱۸ اسفند ۱۳۸۷ با شمارهٔ ثبت ۲۵۱۲۱ به‌عنوان یکی از آثار ملی ایران به ثبت رسیده است.
این برج خشتی وگلی، در محله چال خانقلی شهر سامن واقع شده وقدمت آن به حدود ۷۰۰سال قبل می‌رسد وقطر پایه‌های آن در حدود ۱۵ متر می‌باشد. ارتفاع این برج در ابتدا در ۴ طبقه بوده‌است که در زمان جنگ جهانی اول در حمله روسها، طبقه بالائی آن با توپ تخریب شده‌است.
این بنا یکی از چهاربرج دیده بانی ودفاعی شهر سامن بوده‌است که در فواصل مختلف در اطراف شهر ساخته شد ه است این برج دارای ۴ طبقه است که طبقات اول ودوم از چینه که نوعی مصالح بومی است ساخته شده ودارای سقف طاقی شکل میباشدطبقات سوم وچهارم ازخشت خام وگل می‌باشد وپوشش مسطح تیر چوبی دارند. بدنه این طبقات دارای سوراخهای مشبک است که علاوه برجنبه تزیینی جهت تیراندازی به سوی دشمنان تعبیه شده‌است.
در زمان جنگ جهانی اول طبقه بالایی آن در حمله روسها با توپ تخریب شده‌است.
ایلخانان یا ایلخانیان نام سلسله‌ای است که از سال ۶۵۴ تا ۷۵۰ ه‍.ق معادل ۱۲۵۶ تا ۱۳۳۵ میلادی در ایران حکومت می‌کردند و فرزندان چنگیزخان مغول بودند. لشکریان چنگیزخان نخستین بار در سال ۶۱۸ ه‍.ق معادل ۱۲۲۱ میلادی به خراسان حمله نمودند. چنگیزخان در سال ۱۲۲۵ میلادی به مغولستان بازگشت و در آنجا درگذشت. سال ۱۲۵۱ م. منگو یا منگل، خان بزرگ یا قاآن، بر آن شد تا با اعزام برادرانش هولاکو و قوبیلای (کوبلاخان) به ترتیب به ایران و چین پیروزی‌های مغولان را تحکیم و تکمیل کند. هولاکو با فتح ایران سلسله ایلخانیان ایران و قوبیلای با فتح چین سلسله یوان چین را بنیاد گذاردند. ایلخانان یعنی خانان محلی و غرض از این عنوان آن بوده‌است که سمت اطاعت ایلخانان را نسبت به قاآنان می‌رسانند و این احترام همه وقت از طرف ایلخانان ایران رعایت می‌شده‌است. فتح ایران به دست هلاکوخان پیامدهای مهمی چون پایان کار اسماعیلیان و انقراض خلافت عباسیان در پی داشت. ایلخانان در ابتدا دین بودایی داشتند اما به تدریج به اسلام گرویدند. ایلخانان مسلمان خود را سلطان نامیده و نام‌های اسلامی برگزیدند.